# George Ord

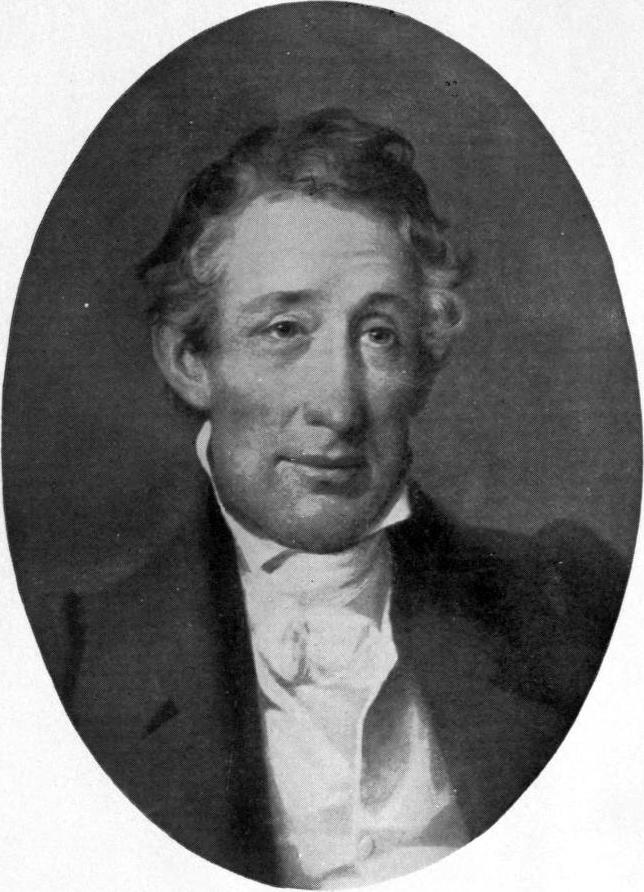
George Ord (1781–1866)

George Ord (* 4. März 1781 in Philadelphia, Pennsylvania; † 24. Januar 1866 ebenda) war ein amerikanischer Naturwissenschaftler und Ornithologe.

## Leben
Als Sohn des Seilers und Kapitäns zur See George Ord († 1806) und Rebecca Lindemeyer im Jahre 1781 geboren, studierte Ord schon früh Wissenschaften und Literatur. Er begann seine berufliche Laufbahn aber im Geschäft seines Vaters, den er ab 1800 bis zu dessen Tod unterstützte. Im Jahre 1804 heiratete er Margaret Biays († 1806), die Tochter des Seilers und Schiffbauers Joseph Biays aus Baltimore. Als sie verstarb, hinterließ sie ihm drei Kinder, wovon eines nur erwachsen wurde, der Maler Joseph Biays Ord (1805–1865). Seine zweite Frau, über die kaum etwas bekannt ist, hatte immer wieder mit psychischen Problemen zu kämpfen. Ord zog sich 1829 schließlich komplett aus der Geschäftswelt zurück, um mehr Zeit der Wissenschaft widmen zu können. Besonders interessierten ihn Vögel und Säugetiere, und Worte faszinierten ihn im philologischen Sinne.
Ord wurde 1815 Mitglied der Academy of Natural Sciences in Philadelphia. Dort nahm er mehrere wichtige Stellungen ein. Er war Sekretär, Bibliothekar, Schatzmeister, Kanzler und Vizepräsident. Von 1851 bis 1858 hatte er den Posten des Präsidenten inne. Ab 1817 wurde er zudem Mitglied der American Philosophical Society. Ord erhielt einige Tierarten der Lewis-und-Clark-Expedition (1804–06) zur Beschreibung, darunter der Grizzlybär (Ursus arctos horribilis) und der Gabelbock (Antilocapra americana).
Ord war ein Freund und Kollege des schottischen Dichters und Naturwissenschaftlers Alexander Wilson (1766–1813), den er auf einige seiner Reisen begleitete. Nach Wilsons Tod beendete Ord den achten und neunten Band von Wilsons Werk American Ornithology (1808–32). Im Jahre 1828 schrieb Ord eine Biographie über Wilson. Des Weiteren veröffentlichte er später Biographien von Naturwissenschaftlern wie Thomas Say (1787–1834) und Charles-Alexandre Lesueur (1778–1846). Er assistierte auch bei der Erweiterung von Samuel Johnsons (1709–1784) Wörterbuch Dictionary of the English Language (1755) und bei der Erstausgabe von Noah Websters (1758–1843) An American Dictionary of the English Language (1842). Er war jedoch nicht gut auf John James La Forest Audubon (1785–1851) zu sprechen, da ihm seine Zeichnungen nicht gefielen, und Audubon versuchte, die Stellung Wilsons an sich zu reißen.
George Ord verstarb am 24. Januar 1866 und wurde in Philadelphia neben Wilson auf dem Friedhof der Gloria Dei Church beigesetzt.

## Werke
- Sketch of the Life of Alexander Wilson, author of the American Ornithology. Hall, Philadelphia 1828.